# Artocarpus styracifolius
Artocarpus styracifolius là một loài thực vật có hoa trong họ Moraceae. Loài này được Pierre mô tả khoa học đầu tiên năm 1905.